# Heterachne abortiva
Heterachne abortiva là một loài thực vật có hoa trong họ Hòa thảo. Loài này được (R.Br.) Druce mô tả khoa học đầu tiên năm 1917.